# NHL Global Series 2022

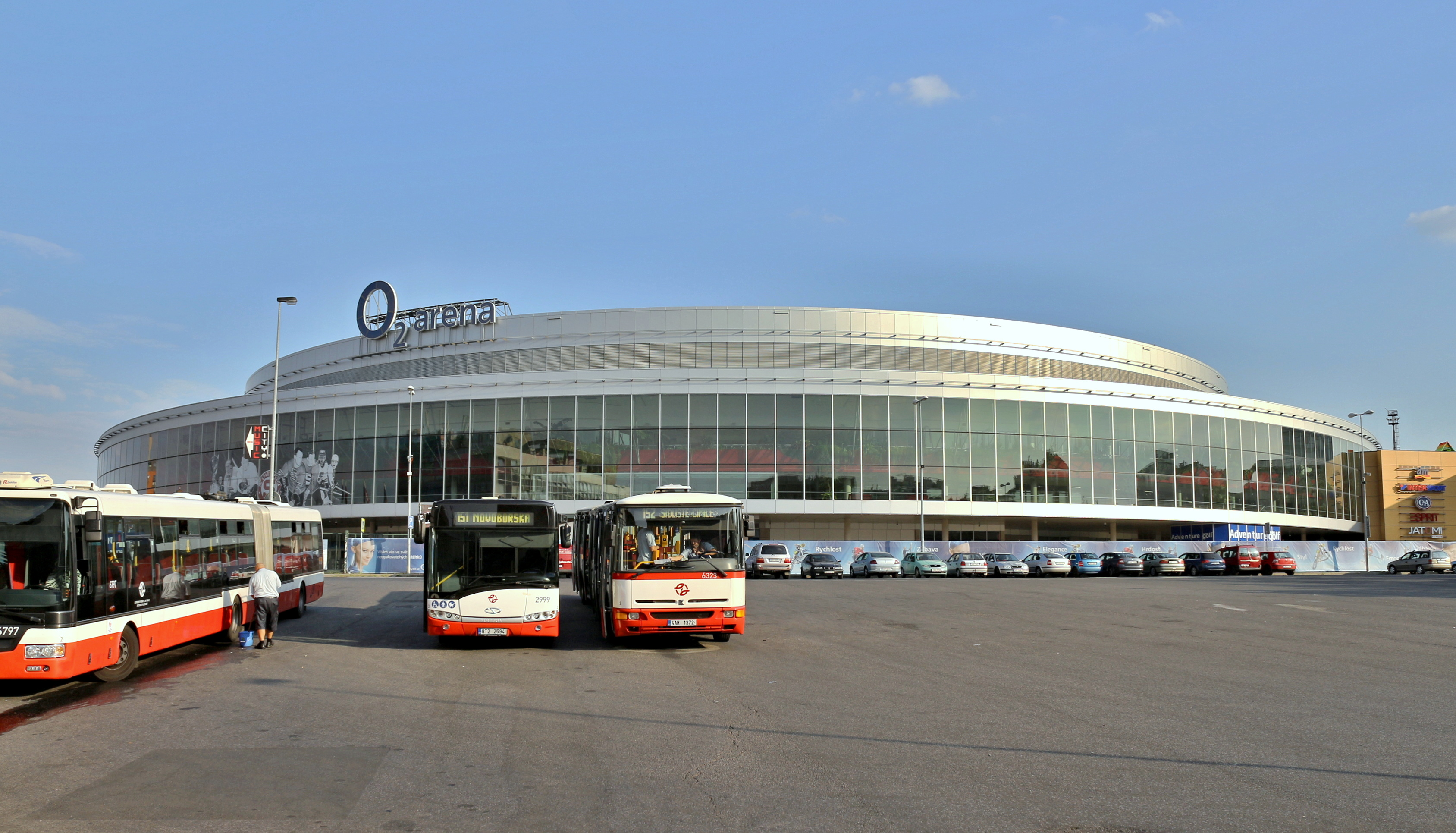
Arenan som stod värd för den tjeckiska delen av sportarrangemanget.

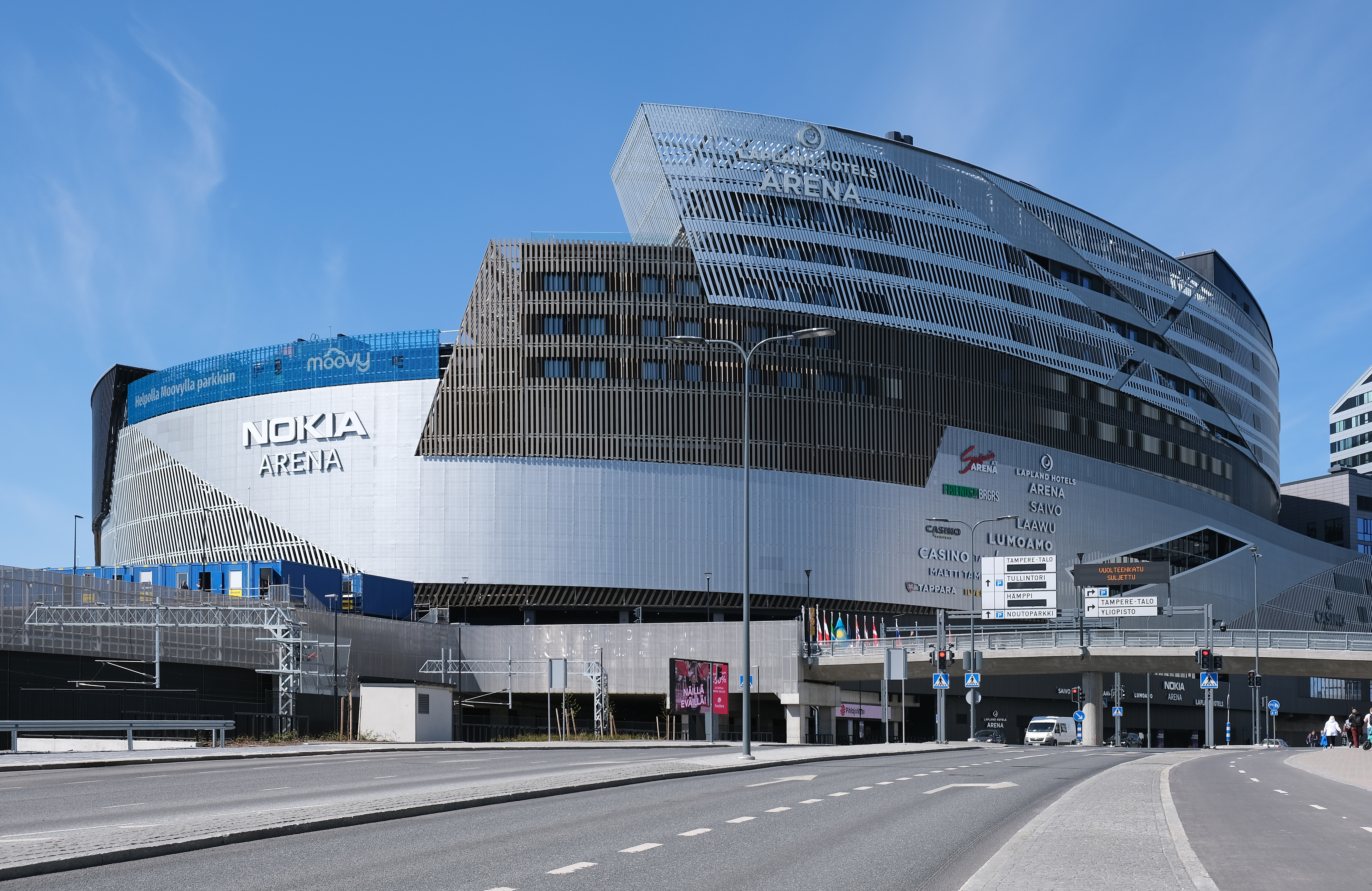
Arenan som stod värd för den finska delen av sportarrangemanget.

NHL Global Series 2022 var ett sportarrangemang i den nordamerikanska ishockeyligan National Hockey League (NHL) där fyra grundspelsmatcher spelades i Europa under säsongen 2022–2023. De två första spelades mellan Nashville Predators och San Jose Sharks i O2 Arena i Prag i Tjeckien den 7–8 oktober 2022. De andra två spelades mellan Colorado Avalanche och Columbus Blue Jackets i Nokia Arena i Tammerfors i Finland den 4–5 november 2022.

## Nashville Predators vs San Jose Sharks (7 oktober)

### Laguppställningarna
| Vänsterforwards   | Centrar             | Högerforwards      |
| ----------------- | ------------------- | ------------------ |
| Filip Forsberg    | Mikael Granlund (A) | Matt Duchene       |
| Nino Niederreiter | Ryan Johansen       | Kiefer Sherwood    |
| Jakov Trenin      | Colton Sissons      | Tanner Jeannot     |
| Cole Smith        | Cody Glass          | Eeli Tolvanen      |
| Backar            |                     | Backar             |
| Roman Josi (C)    |                     | Alexandre Carrier  |
| Ryan McDonagh (A) |                     | Mattias Ekholm (A) |
| Mark Borowiecki   |                     | Dante Fabbro       |
|                   | Målvakter           |                    |
|                   | Juuse Saros         |                    |
|                   | Kevin Lankinen      |                    |
|                   | Tränare             |                    |
|                   | John Hynes          |                    |

| Vänsterforwards     | Centrar           | Högerforwards     |
| ------------------- | ----------------- | ----------------- |
| Timo Meier          | Tomáš Hertl (A)   | Luke Kunin        |
| Oskar Lindblom      | Logan Couture (C) | Kevin Labanc      |
| Noah Gregor         | Nick Bonino       | Matt Nieto        |
| Steven Lorentz      | Nico Sturm        | Jonah Gadjovich   |
| Backar              |                   | Backar            |
| Scott Harrington    |                   | Erik Karlsson (A) |
| Marc-Édouard Vlasic |                   | Mario Ferraro     |
| Radim Šimek         |                   | Matt Benning      |
|                     | Målvakter         |                   |
|                     | James Reimer      |                   |
|                     | Kaapo Kähkönen    |                   |
|                     | Tränare           |                   |
|                     | David Quinn       |                   |

### Resultatet
| 0001 | 7 oktober 2022 | Nashville Predators | 4 – 1   | San Jose Sharks                                                                                 | 02 Arena | |
|      |                | Första perioden: Kiefer Sherwood (01:01) Assists: Ekholm, McDonagh Andra perioden: Eeli Tolvonen (01:24) Assists: Smith, Glass Nino Niederreiter (15:14) Assists: Fabbro, Sherwood Tredje perioden: Matt Duchene (19:28) Assists: Granlund, Forsberg | Rapport | Första perioden: (08:36) Tomáš Hertl Assists: Meier, Kunin Andra perioden: — Tredje perioden: — | Prag, Tjeckien Publik: 16 648 Domare: Francis Charron & Justin St.Pierre Linjedomare: Ryan Galloway & Derek Nansen | Prag, Tjeckien Publik: 16 648 Domare: Francis Charron & Justin St.Pierre Linjedomare: Ryan Galloway & Derek Nansen |
|      |                | |         |                                                                                                 | Prag, Tjeckien Publik: 16 648 Domare: Francis Charron & Justin St.Pierre Linjedomare: Ryan Galloway & Derek Nansen | Prag, Tjeckien Publik: 16 648 Domare: Francis Charron & Justin St.Pierre Linjedomare: Ryan Galloway & Derek Nansen |
|      |                | |         |                                                                                                 | Prag, Tjeckien Publik: 16 648 Domare: Francis Charron & Justin St.Pierre Linjedomare: Ryan Galloway & Derek Nansen | Prag, Tjeckien Publik: 16 648 Domare: Francis Charron & Justin St.Pierre Linjedomare: Ryan Galloway & Derek Nansen |

|                     | Nashville Predators | San Jose Sharks |
| ------------------- | ------------------- | --------------- |
| Powerplay           | 0/4                 | 0/4             |
| Tacklingar          | 23                  | 22              |
| Vunna tekningar (%) | 46                  | 55              |
| Blockerade skott    | 11                  | 23              |
| Utvisningsminuter   | 13                  | 13              |

| Period | Nashville Predators | San Jose Sharks |
| ------ | ------------------- | --------------- |
| Första | 11                  | 13              |
| Andra  | 15                  | 9               |
| Tredje | 6                   | 9               |
| Totalt | 32                  | 31              |

#### Utvisningar
| Spelare         | Utvisning           | Utvisningsminuter | Tid             |
| Första perioden | Första perioden     | Första perioden   | Första perioden |
| --------------- | ------------------- | ----------------- | --------------- |
| Ryan Johansen   | Slashing            | 2:00              | 06:30           |
| Roman Josi      | Hög klubba          | 2:00              | 09:11           |
| Andra perioden  |                     |                   |                 |
| Mark Borowiecki | Slagsmål            | 5:00              | 02:07           |
| Kiefer Sherwood | Fördröjning av spel | 2:00              | 02:33           |
| Tredje perioden |                     |                   |                 |
| Mikael Granlund | Cross-checking      | 2:00              | 02:57           |
| Källa:          |                     |                   |                 |

| Spelare                                            | Utvisning           | Utvisningsminuter | Tid             |
| Första perioden                                    | Första perioden     | Första perioden   | Första perioden |
| -------------------------------------------------- | ------------------- | ----------------- | --------------- |
| —                                                  | —                   | —                 | —               |
| Andra perioden                                     |                     |                   |                 |
| Jonah Gadjovich                                    | Slagsmål            | 5:00              | 02:07           |
| Matt Benning                                       | Fördröjning av spel | 2:00              | 11:00           |
| Tredje perioden                                    |                     |                   |                 |
| Luke Kunin                                         | Interference        | 2:00              | 02:53           |
| Jonah Gadjovich                                    | Interference        | 2:00              | 05:18           |
| Matt Nieto                                         | Hög klubba          | 2:00              | 09:27           |
| Termer: Förseelser som leder till utvisningsstraff |                     |                   |                 |

### Statistik

#### Nashville Predators

##### Utespelare
| Spelare           | Mål | Assist | Poäng | +/− | Utvisningsminuter | Skott | Vunna tekningar (%) | Tacklingar | Tid på isen |
| ----------------- | --- | ------ | ----- | --- | ----------------- | ----- | ------------------- | ---------- | ----------- |
| Kiefer Sherwood   | 1   | 1      | 2     | +2  | 2                 | 1     | —                   | 1          | 10:32       |
| Matt Duchene      | 1   | 0      | 1     | +1  | 0                 | 5     | 50                  | 0          | 17:09       |
| Nino Niederreiter | 1   | 0      | 1     | +2  | 0                 | 1     | —                   | 2          | 14:30       |
| Eeli Tolvanen     | 1   | 0      | 1     | +1  | 0                 | 3     | 0                   | 2          | 13:08       |
| Mattias Ekholm    | 0   | 1      | 1     | +2  | 0                 | 1     | —                   | 0          | 21:02       |
| Dante Fabbro      | 0   | 1      | 1     | +2  | 0                 | 2     | —                   | 0          | 16:14       |
| Filip Forsberg    | 0   | 1      | 1     | +1  | 0                 | 2     | —                   | 2          | 16:44       |
| Cody Glass        | 0   | 1      | 1     | +1  | 0                 | 1     | 47                  | 0          | 12:06       |
| Mikael Granlund   | 0   | 1      | 1     | +1  | 2                 | 4     | 36                  | 2          | 17:52       |
| Ryan McDonagh     | 0   | 1      | 1     | +2  | 0                 | 1     | —                   | 1          | 21:31       |
| Cole Smith        | 0   | 1      | 1     | +1  | 0                 | 0     | —                   | 1          | 11:18       |
| Mark Borowiecki   | 0   | 0      | 0     | +1  | 5                 | 1     | —                   | 3          | 12:48       |
| Alexandre Carrier | 0   | 0      | 0     | –1  | 0                 | 0     | —                   | 2          | 18:05       |
| Tanner Jeannot    | 0   | 0      | 0     | –1  | 0                 | 3     | 0                   | 2          | 17:37       |
| Ryan Johansen     | 0   | 0      | 0     | +1  | 2                 | 3     | 69                  | 2          | 15:59       |
| Roman Josi        | 0   | 0      | 0     | 0   | 2                 | 3     | —                   | 0          | 24:14       |
| Colton Sissons    | 0   | 0      | 0     | –1  | 0                 | 1     | 40                  | 1          | 14:08       |
| Jakov Trenin      | 0   | 0      | 0     | 0   | 0                 | 0     | —                   | 2          | 17:03       |
| Källa:            |     |        |       |     |                   |       |                     |            |             |

##### Målvakt
| Spelare     | Skott mot sig | Räddningar | Insläppta mål | Räddningsprocent | Utvisningsminuter | Tid på isen |
| ----------- | ------------- | ---------- | ------------- | ---------------- | ----------------- | ----------- |
| Juuse Saros | 31            | 30         | 1             | 0,968            | 0                 | 60:00       |
| Källa:      |               |            |               |                  |                   |             |

#### San Jose Sharks

##### Utespelare
| Spelare            | Mål | Assist | Poäng | +/− | Utvisningsminuter | Skott | Vunna tekningar (%) | Tacklingar | Tid på isen |
| ------------------ | --- | ------ | ----- | --- | ----------------- | ----- | ------------------- | ---------- | ----------- |
| Tomáš Hertl        | 1   | 0      | 1     | 0   | 0                 | 2     | 52                  | 1          | 21:01       |
| Luke Kunin         | 0   | 1      | 1     | 0   | 2                 | 1     | —                   | 3          | 21:23       |
| Timo Meier         | 0   | 1      | 1     | 0   | 0                 | 5     | —                   | 2          | 20:52       |
| Matt Benning       | 0   | 0      | 0     | –2  | 2                 | 2     | —                   | 4          | 14:56       |
| Nick Bonino        | 0   | 0      | 0     | –1  | 0                 | 4     | 63                  | 0          | 16:27       |
| Logan Couture      | 0   | 0      | 0     | –2  | 0                 | 2     | 55                  | 2          | 17:43       |
| Mario Ferraro      | 0   | 0      | 0     | –1  | 0                 | 2     | —                   | 1          | 24:15       |
| Jonah Gadjovich    | 0   | 0      | 0     | 0   | 7                 | 0     | 0                   | 2          | 08:49       |
| Noah Gregor        | 0   | 0      | 0     | –1  | 0                 | 1     | —                   | 0          | 12:20       |
| Scott Harrington   | 0   | 0      | 0     | 0   | 0                 | 0     | —                   | 1          | 16:10       |
| Erik Karlsson      | 0   | 0      | 0     | 0   | 0                 | 1     | —                   | 1          | 26:10       |
| Kevin Labanc       | 0   | 0      | 0     | –3  | 0                 | 4     | —                   | 0          | 16:22       |
| Oskar Lindblom     | 0   | 0      | 0     | –2  | 0                 | 2     | —                   | 2          | 09:18       |
| Steven Lorentz     | 0   | 0      | 0     | 0   | 0                 | 2     | 0                   | 2          | 11:00       |
| Matt Nieto         | 0   | 0      | 0     | –1  | 2                 | 0     | —                   | 0          | 10:34       |
| Radim Šimek        | 0   | 0      | 0     | –2  | 0                 | 2     | —                   | 1          | 14:39       |
| Nico Sturm         | 0   | 0      | 0     | 0   | 0                 | 0     | 78                  | 0          | 11:19       |
| Marc-Édourd Vlasic | 0   | 0      | 0     | –1  | 0                 | 1     | —                   | 0          | 20:00       |
| Källa:             |     |        |       |     |                   |       |                     |            |             |

##### Målvakt
| Spelare      | Skott mot sig | Räddningar | Insläppta mål | Räddningsprocent | Utvisningsminuter | Tid på isen |
| ------------ | ------------- | ---------- | ------------- | ---------------- | ----------------- | ----------- |
| James Reimer | 31            | 28         | 3             | 0,903            | 0                 | 58:42       |
| Källa:       |               |            |               |                  |                   |             |

## San Jose Sharks vs Nashville Predators (8 oktober)

### Laguppställningarna
| Vänsterforwards     | Centrar           | Högerforwards     |
| ------------------- | ----------------- | ----------------- |
| Timo Meier          | Tomáš Hertl (A)   | Luke Kunin        |
| Oskar Lindblom      | Logan Couture (C) | Kevin Labanc      |
| Jevgenij Svetjnikov | Nick Bonino       | Matt Nieto        |
| Steven Lorentz      | Nico Sturm        | Jonah Gadjovich   |
| Backar              |                   | Backar            |
| Mario Ferraro       |                   | Erik Karlsson (A) |
| Marc-Édouard Vlasic |                   | Jayson Megna      |
| Radim Šimek         |                   | Matt Benning      |
|                     | Målvakter         |                   |
|                     | Kaapo Kähkönen    |                   |
|                     | James Reimer      |                   |
|                     | Tränare           |                   |
|                     | David Quinn       |                   |

| Vänsterforwards   | Centrar             | Högerforwards      |
| ----------------- | ------------------- | ------------------ |
| Filip Forsberg    | Mikael Granlund (A) | Matt Duchene       |
| Nino Niederreiter | Ryan Johansen       | Kiefer Sherwood    |
| Jakov Trenin      | Colton Sissons      | Tanner Jeannot     |
| Cole Smith        | Cody Glass          | Eeli Tolvanen      |
| Backar            |                     | Backar             |
| Roman Josi (C)    |                     | Alexandre Carrier  |
| Ryan McDonagh     |                     | Mattias Ekholm (A) |
| Jérémy Lauzon     |                     | Dante Fabbro       |
|                   | Målvakter           |                    |
|                   | Kevin Lankinen      |                    |
|                   | Juuse Saros         |                    |
|                   | Tränare             |                    |
|                   | John Hynes          |                    |

### Resultatet
| 0002 | 8 oktober 2022 | San Jose Sharks | 2 – 3   | Nashville Predators | 02 Arena | |
|      |                | Första perioden: Luke Kunin (PP) (14:24) Assists: Lindblom, Ferraro Andra perioden: Logan Couture (04:45) Assists: Lorentz, Ferraro Tredje perioden: — | Rapport | Första perioden: — Andra perioden: (04:35) Nino Niederreiter Assists: Johansen, Josi (06:29) Filip Forsberg Assists: Duchene, Granlund (12:13) Nino Niederreiter Assists: Tolvanen, McDonagh Tredje perioden: — | Prag, Tjeckien Publik: 17 023 Domare: Francis Charron & Justin St.Pierre Linjedomare: Ryan Galloway & Derek Nansen | Prag, Tjeckien Publik: 17 023 Domare: Francis Charron & Justin St.Pierre Linjedomare: Ryan Galloway & Derek Nansen |
|      |                | |         | | Prag, Tjeckien Publik: 17 023 Domare: Francis Charron & Justin St.Pierre Linjedomare: Ryan Galloway & Derek Nansen | Prag, Tjeckien Publik: 17 023 Domare: Francis Charron & Justin St.Pierre Linjedomare: Ryan Galloway & Derek Nansen |
|      |                | |         | | Prag, Tjeckien Publik: 17 023 Domare: Francis Charron & Justin St.Pierre Linjedomare: Ryan Galloway & Derek Nansen | Prag, Tjeckien Publik: 17 023 Domare: Francis Charron & Justin St.Pierre Linjedomare: Ryan Galloway & Derek Nansen |

|                     | San Jose Sharks | Nashville Predators |
| ------------------- | --------------- | ------------------- |
| Powerplay           | 1/4             | 0/3                 |
| Tacklingar          | 23              | 33                  |
| Vunna tekningar (%) | 51              | 49                  |
| Blockerade skott    | 16              | 23                  |
| Utvisningsminuter   | 6               | 8                   |

| Period | San Jose Sharks | Nashville Predators |
| ------ | --------------- | ------------------- |
| Första | 11              | 7                   |
| Andra  | 7               | 8                   |
| Tredje | 15              | 3                   |
| Totalt | 33              | 18                  |

#### Utvisningar
| Spelare         | Utvisning       | Utvisningsminuter | Tid             |
| Första perioden | Första perioden | Första perioden   | Första perioden |
| --------------- | --------------- | ----------------- | --------------- |
| Tomáš Hertl     | Hög klubba      | 2:00              | 00:05           |
| Andra perioden  |                 |                   |                 |
| Jayson Megna    | Interference    | 2:00              | 13:12           |
| Tredje perioden |                 |                   |                 |
| Matt Benning    | Tripping        | 2:00              | 06:02           |
| Källa:          |                 |                   |                 |

| Spelare                                            | Utvisning       | Utvisningsminuter | Tid             |
| Första perioden                                    | Första perioden | Första perioden   | Första perioden |
| -------------------------------------------------- | --------------- | ----------------- | --------------- |
| Jakov Trenin                                       | Interference    | 2:00              | 03:06           |
| Tanner Jeannot                                     | Hakning         | 2:00              | 13:09           |
| Andra perioden                                     |                 |                   |                 |
| Nino Niederreiter                                  | Boarding        | 2:00              | 10:01           |
| Tredje perioden                                    |                 |                   |                 |
| Jérémy Lauzon                                      | Interference    | 2:00              | 02:03           |
| Termer: Förseelser som leder till utvisningsstraff |                 |                   |                 |

### Statistik

#### San Jose Sharks

##### Utespelare
| Spelare             | Mål | Assist | Poäng | +/− | Utvisningsminuter | Skott | Vunna tekningar (%) | Tacklingar | Tid på isen |
| ------------------- | --- | ------ | ----- | --- | ----------------- | ----- | ------------------- | ---------- | ----------- |
| Mario Ferraro       | 0   | 2      | 2     | 0   | 0                 | 2     | —                   | 0          | 25:14       |
| Logan Couture       | 1   | 0      | 1     | 0   | 0                 | 4     | 58                  | 1          | 21:22       |
| Luke Kunin          | 1   | 0      | 1     | –2  | 0                 | 3     | —                   | 1          | 15:57       |
| Oskar Lindblom      | 0   | 1      | 1     | 0   | 0                 | 1     | 0                   | 2          | 15:49       |
| Steven Lorentz      | 0   | 1      | 1     | –1  | 0                 | 2     | 0                   | 2          | 12:47       |
| Matt Benning        | 0   | 0      | 0     | –2  | 2                 | 0     | —                   | 1          | 17:41       |
| Nick Bonino         | 0   | 0      | 0     | –1  | 0                 | 0     | 50                  | 2          | 16:54       |
| Jonah Gadjovich     | 0   | 0      | 0     | –1  | 0                 | 0     | —                   | 1          | 07:49       |
| Tomáš Hertl         | 0   | 0      | 0     | 0   | 2                 | 2     | 48                  | 2          | 18:12       |
| Erik Karlsson       | 0   | 0      | 0     | +1  | 0                 | 1     | —                   | 0          | 27:24       |
| Kevin Labanc        | 0   | 0      | 0     | +1  | 0                 | 5     | —                   | 1          | 20:49       |
| Jayson Megna        | 0   | 0      | 0     | –2  | 2                 | 1     | —                   | 1          | 10:30       |
| Timo Meier          | 0   | 0      | 0     | 0   | 0                 | 6     | 0                   | 4          | 17:50       |
| Matt Nieto          | 0   | 0      | 0     | 0   | 0                 | 1     | —                   | 2          | 15:45       |
| Radim Šimek         | 0   | 0      | 0     | –1  | 0                 | 1     | —                   | 1          | 13:40       |
| Nico Sturm          | 0   | 0      | 0     | –1  | 0                 | 1     | 71                  | 1          | 11:19       |
| Jevgenij Svetjnikov | 0   | 0      | 0     | –1  | 0                 | 0     | —                   | 1          | 08:27       |
| Marc-Édourd Vlasic  | 0   | 0      | 0     | 0   | 0                 | 3     | —                   | 0          | 19:09       |
| Källa:              |     |        |       |     |                   |       |                     |            |             |

##### Målvakt
| Spelare        | Skott mot sig | Räddningar | Insläppta mål | Räddningsprocent | Utvisningsminuter | Tid på isen |
| -------------- | ------------- | ---------- | ------------- | ---------------- | ----------------- | ----------- |
| Kaapo Kähkönen | 18            | 15         | 3             | 0,833            | 0                 | 57:22       |
| Källa:         |               |            |               |                  |                   |             |

#### Nashville Predators

##### Utespelare
| Spelare           | Mål | Assist | Poäng | +/− | Utvisningsminuter | Skott | Vunna tekningar (%) | Tacklingar | Tid på isen |
| ----------------- | --- | ------ | ----- | --- | ----------------- | ----- | ------------------- | ---------- | ----------- |
| Nino Niederreiter | 2   | 0      | 2     | +2  | 2                 | 2     | —                   | 2          | 14:20       |
| Filip Forsberg    | 1   | 0      | 1     | 0   | 0                 | 4     | —                   | 1          | 17:51       |
| Matt Duchene      | 0   | 1      | 1     | +1  | 0                 | 0     | 40                  | 0          | 18:23       |
| Mikael Granlund   | 0   | 1      | 1     | 0   | 0                 | 1     | 40                  | 1          | 21:23       |
| Ryan Johansen     | 0   | 1      | 1     | +1  | 0                 | 1     | 68                  | 2          | 14:17       |
| Roman Josi        | 0   | 1      | 1     | +2  | 0                 | 2     | —                   | 0          | 22:15       |
| Ryan McDonagh     | 0   | 1      | 1     | +1  | 0                 | 0     | —                   | 1          | 22:10       |
| Eeli Tolvanen     | 0   | 1      | 1     | +1  | 0                 | 0     | 100                 | 2          | 14:09       |
| Alexandre Carrier | 0   | 0      | 0     | +1  | 0                 | 1     | —                   | 1          | 19:20       |
| Mattias Ekholm    | 0   | 0      | 0     | +1  | 0                 | 0     | —                   | 1          | 22:44       |
| Dante Fabbro      | 0   | 0      | 0     | 0   | 0                 | 1     | —                   | 4          | 14:37       |
| Cody Glass        | 0   | 0      | 0     | 0   | 0                 | 1     | 22                  | 1          | 10:44       |
| Tanner Jeannot    | 0   | 0      | 0     | 0   | 2                 | 1     | —                   | 5          | 15:18       |
| Jérémy Lauzon     | 0   | 0      | 0     | –1  | 2                 | 0     | —                   | 6          | 13:18       |
| Kiefer Sherwood   | 0   | 0      | 0     | 0   | 0                 | 1     | —                   | 0          | 10:34       |
| Colton Sissons    | 0   | 0      | 0     | +1  | 0                 | 0     | 59                  | 2          | 16:51       |
| Cole Smith        | 0   | 0      | 0     | 0   | 0                 | 1     | 0                   | 2          | 11:16       |
| Jakov Trenin      | 0   | 0      | 0     | 0   | 2                 | 2     | 0                   | 2          | 12:35       |
| Källa:            |     |        |       |     |                   |       |                     |            |             |

##### Målvakt
| Spelare        | Skott mot sig | Räddningar | Insläppta mål | Räddningsprocent | Utvisningsminuter | Tid på isen |
| -------------- | ------------- | ---------- | ------------- | ---------------- | ----------------- | ----------- |
| Kevin Lankinen | 33            | 31         | 2             | 0,939            | 0                 | 60:00       |
| Källa:         |               |            |               |                  |                   |             |

## Colorado Avalanche vs Columbus Blue Jackets (4 november)

### Laguppställningarna
| Vänsterforwards  | Centrar              | Högerforwards      |
| ---------------- | -------------------- | ------------------ |
| Evan Rodrigues   | Nathan MacKinnon (A) | Mikko Rantanen (A) |
| Artturi Lehkonen | J.T. Compher         | Martin Kaut        |
| Andrew Cogliano  | Alex Newhook         | Logan O'Connor     |
| Michail Maltsev  | Dryden Hunt          | Jacob MacDonald    |
| Backar           |                      | Backar             |
| Devon Toews      |                      | Cale Makar (A)     |
| Bowen Byram      |                      | Josh Manson        |
| Samuel Girard    |                      | Erik Johnson       |
|                  | Målvakter            |                    |
|                  | Aleksandr Georgijev  |                    |
|                  | Pavel Francouz       |                    |
|                  | Tränare              |                    |
|                  | Jared Bednar         |                    |

| Vänsterforwards    | Centrar          | Högerforwards    |
| ------------------ | ---------------- | ---------------- |
| Johnny Gaudreau    | Boone Jenner (C) | Patrik Laine     |
| Gustav Nyquist (A) | Jack Roslovic    | Jakub Voráček    |
| Jegor Tjinachov    | Cole Sillinger   | Kent Johnson     |
| Eric Robinson      | Sean Kuraly      | Liam Foudy       |
| Backar             |                  | Backar           |
| Zach Werenski (A)  |                  | Nick Blankenburg |
| Vladislav Gavrikov |                  | Andrew Peeke     |
| Jake Bean          |                  | Erik Gudbranson  |
|                    | Målvakter        |                  |
|                    | Elvis Merzļikins |                  |
|                    | Daniil Tarasov   |                  |
|                    | Tränare          |                  |
|                    | Brad Larsen      |                  |

### Resultatet
| 0175 | 4 november 2022 | Colorado Avalanche | 6 – 3   | Columbus Blue Jackets | Nokia Arena | |
|      |                 | Första perioden: Logan O'Connor (01:36) Assists: Newhook, Johnson J.T. Compher (PP) (12:27) Assists: Toews, Girard Andra perioden: Mikko Rantanen (00:35) Assists: Rodrigues, MacKinnon Tredje perioden: Mikko Rantanen (PP) (08:54) Assists: Makar, MacKinnon Cale Makar (10:49) Assists: MacKinnon, Rantanen Mikko Rantanen (18:56) Assists: MacKinnon, Toews | Rapport | Första perioden: — Andra perioden: (01:35) (PP) Jakub Voráček Assists: Laine, Werenski (07:16) Patrik Laine Assists: Gaudreau, Jenner Tredje perioden: (02:32) Sean Kuraly Assists: Foudy, Robinson | Tammerfors, Finland Publik: 12 882 Domare: T.J. Luxmore & Chris Rooney Linjedomare: Bryan Pancich & Mark Shewchyk | Tammerfors, Finland Publik: 12 882 Domare: T.J. Luxmore & Chris Rooney Linjedomare: Bryan Pancich & Mark Shewchyk |
|      |                 | |         | | Tammerfors, Finland Publik: 12 882 Domare: T.J. Luxmore & Chris Rooney Linjedomare: Bryan Pancich & Mark Shewchyk | Tammerfors, Finland Publik: 12 882 Domare: T.J. Luxmore & Chris Rooney Linjedomare: Bryan Pancich & Mark Shewchyk |
|      |                 | |         | | Tammerfors, Finland Publik: 12 882 Domare: T.J. Luxmore & Chris Rooney Linjedomare: Bryan Pancich & Mark Shewchyk | Tammerfors, Finland Publik: 12 882 Domare: T.J. Luxmore & Chris Rooney Linjedomare: Bryan Pancich & Mark Shewchyk |

|                     | Colorado Avalanche | Columbus Blue Jackets |
| ------------------- | ------------------ | --------------------- |
| Powerplay           | 2/5                | 1/7                   |
| Tacklingar          | 5                  | 18                    |
| Vunna tekningar (%) | 36                 | 64                    |
| Blockerade skott    | 18                 | 13                    |
| Utvisningsminuter   | 14                 | 10                    |

| Period | Colorado Avalanche | Columbus Blue Jackets |
| ------ | ------------------ | --------------------- |
| Första | 16                 | 7                     |
| Andra  | 9                  | 13                    |
| Tredje | 11                 | 19                    |
| Totalt | 36                 | 39                    |

#### Utvisningar
| Spelare          | Utvisning                 | Utvisningsminuter | Tid             |
| Första perioden  | Första perioden           | Första perioden   | Första perioden |
| ---------------- | ------------------------- | ----------------- | --------------- |
| Mikko Rantanen   | Slashing                  | 2:00              | 17:32           |
| Andra perioden   |                           |                   |                 |
| Samuel Girard    | Tripping                  | 2:00              | 01:29           |
| Lagstraff        | För många spelare på isen | 2:00              | 09:43           |
| Nathan MacKinnon | Cross-checking            | 2:00              | 13:13           |
| Nathan MacKinnon | Abuse of officials        | 2:00              | 13:13           |
| Tredje perioden  |                           |                   |                 |
| Dryden Hunt      | Hög klubba                | 4:00 (2x 2:00)    | 03:54           |
| Källa:           |                           |                   |                 |

| Spelare                                            | Utvisning       | Utvisningsminuter | Tid             |
| Första perioden                                    | Första perioden | Första perioden   | Första perioden |
| -------------------------------------------------- | --------------- | ----------------- | --------------- |
| Vladislav Gavrikov                                 | Interference    | 2:00              | 10:33           |
| Gustav Nyquist                                     | Slashing        | 2:00              | 13:41           |
| Andra perioden                                     |                 |                   |                 |
| Johnny Gaudreau                                    | Hakning         | 2:00              | 11:39           |
| Johnny Gaudreau                                    | Hög klubba      | 2:00              | 16:38           |
| Tredje perioden                                    |                 |                   |                 |
| Patrik Laine                                       | Hög klubba      | 2:00              | 09:27           |
| Termer: Förseelser som leder till utvisningsstraff |                 |                   |                 |

### Statistik

#### Colorado Avalanche

##### Utespelare
| Spelare          | Mål | Assist | Poäng | +/− | Utvisningsminuter | Skott | Vunna tekningar (%) | Tacklingar | Tid på isen |
| ---------------- | --- | ------ | ----- | --- | ----------------- | ----- | ------------------- | ---------- | ----------- |
| Mikko Rantanen   | 3   | 1      | 4     | +3  | 2                 | 6     | 57                  | 0          | 18:48       |
| Nathan MacKinnon | 0   | 4      | 4     | +3  | 4                 | 6     | 39                  | 0          | 18:17       |
| Cale Makar       | 1   | 1      | 2     | +2  | 0                 | 6     | —                   | 1          | 26:49       |
| Devon Toews      | 0   | 2      | 2     | +2  | 0                 | 1     | —                   | 0          | 23:15       |
| J.T. Compher     | 1   | 0      | 1     | –1  | 0                 | 2     | 38                  | 0          | 20:26       |
| Logan O'Connor   | 1   | 0      | 1     | –1  | 0                 | 2     | —                   | 0          | 16:18       |
| Samuel Girard    | 0   | 1      | 1     | 0   | 2                 | 0     | —                   | 0          | 17:35       |
| Erik Johnson     | 0   | 1      | 1     | 0   | 0                 | 1     | —                   | 0          | 14:40       |
| Alex Newhook     | 0   | 1      | 1     | 0   | 0                 | 0     | 25                  | 0          | 13:15       |
| Evan Rodrigues   | 0   | 1      | 1     | +1  | 0                 | 4     | 33                  | 0          | 23:27       |
| Bowen Byram      | 0   | 0      | 0     | 0   | 0                 | 0     | —                   | 0          | 17:52       |
| Andrew Cogliano  | 0   | 0      | 0     | –1  | 0                 | 1     | —                   | 0          | 12:41       |
| Dryden Hunt      | 0   | 0      | 0     | 0   | 4                 | 1     | —                   | 2          | 10:58       |
| Martin Kaut      | 0   | 0      | 0     | 0   | 0                 | 1     | —                   | 0          | 09:12       |
| Artturi Lehkonen | 0   | 0      | 0     | +2  | 0                 | 0     | 0                   | 0          | 21:10       |
| Michail Maltsev  | 0   | 0      | 0     | 0   | 0                 | 1     | 20                  | 1          | 04:41       |
| Jacob MacDonald  | 0   | 0      | 0     | 0   | 0                 | 0     | —                   | 1          | 03:03       |
| Josh Manson      | 0   | 0      | 0     | 0   | 0                 | 4     | —                   | 0          | 15:27       |
| Källa:           |     |        |       |     |                   |       |                     |            |             |

##### Målvakt
| Spelare             | Skott mot sig | Räddningar | Insläppta mål | Räddningsprocent | Utvisningsminuter | Tid på isen |
| ------------------- | ------------- | ---------- | ------------- | ---------------- | ----------------- | ----------- |
| Aleksandr Georgijev | 39            | 36         | 3             | 0,923            | 0                 | 60:00       |
| Källa:              |               |            |               |                  |                   |             |

#### Columbus Blue Jackets

##### Utespelare
| Spelare            | Mål | Assist | Poäng | +/− | Utvisningsminuter | Skott | Vunna tekningar (%) | Tacklingar | Tid på isen |
| ------------------ | --- | ------ | ----- | --- | ----------------- | ----- | ------------------- | ---------- | ----------- |
| Patrik Laine       | 1   | 1      | 2     | –1  | 2                 | 7     | 50                  | 0          | 23:36       |
| Sean Kuraly        | 1   | 0      | 1     | 0   | 0                 | 1     | 74                  | 3          | 12:43       |
| Jakub Voráček      | 1   | 0      | 1     | 0   | 0                 | 3     | 0                   | 0          | 18:55       |
| Liam Foudy         | 0   | 1      | 1     | 0   | 0                 | 1     | 0                   | 0          | 08:23       |
| Johnny Gaudreau    | 0   | 1      | 1     | –1  | 4                 | 6     | —                   | 0          | 24:05       |
| Boone Jeener       | 0   | 1      | 1     | –1  | 0                 | 4     | 54                  | 2          | 18:12       |
| Eric Robinson      | 0   | 1      | 1     | 0   | 0                 | 0     | —                   | 1          | 12:10       |
| Zach Werenski      | 0   | 1      | 1     | –1  | 0                 | 3     | —                   | 0          | 28:55       |
| Jake Bean          | 0   | 0      | 0     | 0   | 0                 | 1     | —                   | 1          | 10:22       |
| Nick Blankenburg   | 0   | 0      | 0     | –1  | 0                 | 2     | —                   | 0          | 17:42       |
| Vladislav Gavrikov | 0   | 0      | 0     | 0   | 2                 | 2     | —                   | 3          | 19:20       |
| Erik Gudbranson    | 0   | 0      | 0     | 0   | 0                 | 1     | —                   | 1          | 11:53       |
| Kent Johnson       | 0   | 0      | 0     | –1  | 0                 | 0     | —                   | 2          | 09:45       |
| Gustav Nyquist     | 0   | 0      | 0     | 0   | 2                 | 3     | —                   | 0          | 14:59       |
| Andrew Peeke       | 0   | 0      | 0     | –1  | 0                 | 0     | —                   | 1          | 19:18       |
| Jack Roslovic      | 0   | 0      | 0     | –1  | 0                 | 1     | 80                  | 0          | 22:13       |
| Cole Sillinger     | 0   | 0      | 0     | –1  | 0                 | 4     | 44                  | 2          | 11:20       |
| Jegor Tjinachov    | 0   | 0      | 0     | –1  | 0                 | 0     | —                   | 2          | 09:42       |
| Källa:             |     |        |       |     |                   |       |                     |            |             |

##### Målvakt
| Spelare          | Skott mot sig | Räddningar | Insläppta mål | Räddningsprocent | Utvisningsminuter | Tid på isen |
| ---------------- | ------------- | ---------- | ------------- | ---------------- | ----------------- | ----------- |
| Elvis Merzļikins | 35            | 30         | 5             | 0,857            | 0                 | 57:23       |
| Källa:           |               |            |               |                  |                   |             |

## Columbus Blue Jackets vs Colorado Avalanche (5 november)

### Laguppställningarna
| Vänsterforwards    | Centrar          | Högerforwards    |
| ------------------ | ---------------- | ---------------- |
| Johnny Gaudreau    | Boone Jenner (C) | Patrik Laine     |
| Gustav Nyquist (A) | Jack Roslovic    | Kent Johnson     |
| Jegor Tjinachov    | Cole Sillinger   | Liam Foudy       |
| Eric Robinson      | Sean Kuraly      | Mathieu Olivier  |
| Backar             |                  | Backar           |
| Zach Werenski (A)  |                  | Nick Blankenburg |
| Vladislav Gavrikov |                  | Andrew Peeke     |
| Jake Bean          |                  | Erik Gudbranson  |
|                    | Målvakter        |                  |
|                    | Joonas Korpisalo |                  |
|                    | Daniil Tarasov   |                  |
|                    | Tränare          |                  |
|                    | Brad Larsen      |                  |

| Vänsterforwards  | Centrar              | Högerforwards      |
| ---------------- | -------------------- | ------------------ |
| Artturi Lehkonen | Nathan MacKinnon (A) | Mikko Rantanen (A) |
| Alex Newhook     | Evan Rodrigues       | Martin Kaut        |
| Andrew Cogliano  | J.T. Compher         | Logan O'Connor     |
| Jacob MacDonald  | Michail Maltsev      | Dryden Hunt        |
| Backar           |                      | Backar             |
| Devon Toews      |                      | Cale Makar (A)     |
| Samuel Girard    |                      | Josh Manson        |
| Kurtis MacDermid |                      | Erik Johnson       |
|                  | Målvakter            |                    |
|                  | Aleksandr Georgijev  |                    |
|                  | Pavel Francouz       |                    |
|                  | Tränare              |                    |
|                  | Jared Bednar         |                    |

### Resultatet
| 0185 | 5 november 2022 | Columbus Blue Jackets                                                                                       | 1 – 5   | Colorado Avalanche | Nokia Arena | |
|      |                 | Första perioden: Boone Jenner (PP) (12:27) Assists: Werenski, Roslovic Andra perioden: — Tredje perioden: — | Rapport | Första perioden: (00:33) Artturi Lehkonen Assists: MacKinnon, Rantanen Andra perioden: (01:22) Martin Kaut Assists: Makar, MacKinnon (04:13) Logan O'Connor Assists: Makar, Toews (04:50) Devon Toews Assists: MacKinnon, Makar Tredje perioden: (01:36) Alex Newhook Assists: Rodrigues, Kaut | Tammerfors, Finland Publik: 12 897 Domare: T.J. Luxmore & Chris Rooney Linjedomare: Bryan Pancich & Mark Shewchyk | Tammerfors, Finland Publik: 12 897 Domare: T.J. Luxmore & Chris Rooney Linjedomare: Bryan Pancich & Mark Shewchyk |
|      |                 | |         | | Tammerfors, Finland Publik: 12 897 Domare: T.J. Luxmore & Chris Rooney Linjedomare: Bryan Pancich & Mark Shewchyk | Tammerfors, Finland Publik: 12 897 Domare: T.J. Luxmore & Chris Rooney Linjedomare: Bryan Pancich & Mark Shewchyk |
|      |                 | |         | | Tammerfors, Finland Publik: 12 897 Domare: T.J. Luxmore & Chris Rooney Linjedomare: Bryan Pancich & Mark Shewchyk | Tammerfors, Finland Publik: 12 897 Domare: T.J. Luxmore & Chris Rooney Linjedomare: Bryan Pancich & Mark Shewchyk |

|                     | Columbus Blue Jackets | Colorado Avalanche |
| ------------------- | --------------------- | ------------------ |
| Powerplay           | 1/1                   | 0/1                |
| Tacklingar          | 13                    | 10                 |
| Vunna tekningar (%) | 43                    | 57                 |
| Blockerade skott    | 20                    | 13                 |
| Utvisningsminuter   | 13                    | 10                 |

| Period | Columbus Blue Jackets | Colorado Avalanche |
| ------ | --------------------- | ------------------ |
| Första | 13                    | 12                 |
| Andra  | 4                     | 17                 |
| Tredje | 15                    | 16                 |
| Totalt | 32                    | 45                 |

#### Utvisningar
| Spelare         | Utvisning       | Utvisningsminuter | Tid             |
| Första perioden | Första perioden | Första perioden   | Första perioden |
| --------------- | --------------- | ----------------- | --------------- |
| Gustav Nyquist  | Slashing        | 2:00              | 04:49           |
| Andra perioden  |                 |                   |                 |
| Mathieu Olivier | Slagsmål        | 5:00              | 18:53           |
| Tredje perioden |                 |                   |                 |
| Källa:          |                 |                   |                 |

| Spelare                                            | Utvisning       | Utvisningsminuter | Tid             |
| Första perioden                                    | Första perioden | Första perioden   | Första perioden |
| -------------------------------------------------- | --------------- | ----------------- | --------------- |
| Samuel Girard                                      | Hakning         | 2:00              | 11:59           |
| Andra perioden                                     |                 |                   |                 |
| Kurtis MacDermid                                   | Slagsmål        | 5:00              | 18:53           |
| Tredje perioden                                    |                 |                   |                 |
| Termer: Förseelser som leder till utvisningsstraff |                 |                   |                 |

### Statistik

#### Columbus Blue Jackets

##### Utespelare
| Spelare            | Mål | Assist | Poäng | +/− | Utvisningsminuter | Skott | Vunna tekningar (%) | Tacklingar | Tid på isen |
| ------------------ | --- | ------ | ----- | --- | ----------------- | ----- | ------------------- | ---------- | ----------- |
| Boone Jeener       | 1   | 0      | 1     | –3  | 0                 | 7     | 52                  | 1          | 21:37       |
| Jack Roslovic      | 0   | 1      | 1     | –2  | 0                 | 3     | 44                  | 0          | 17:56       |
| Zach Werenski      | 0   | 1      | 1     | –2  | 0                 | 2     | —                   | 0          | 24:28       |
| Jake Bean          | 0   | 0      | 0     | 0   | 0                 | 1     | —                   | 1          | 10:22       |
| Nick Blankenburg   | 0   | 0      | 0     | –1  | 0                 | 2     | —                   | 0          | 17:42       |
| Liam Foudy         | 0   | 0      | 0     | 0   | 0                 | 1     | 0                   | —          | 08:23       |
| Johnny Gaudreau    | 0   | 0      | 0     | –3  | 0                 | 4     | —                   | 0          | 17:42       |
| Vladislav Gavrikov | 0   | 0      | 0     | –2  | 0                 | 0     | —                   | 0          | 17:12       |
| Erik Gudbranson    | 0   | 0      | 0     | –1  | 0                 | 1     | —                   | 2          | 18:47       |
| Kent Johnson       | 0   | 0      | 0     | 0   | 0                 | 1     | —                   | 0          | 11:41       |
| Sean Kuraly        | 0   | 0      | 0     | 0   | 0                 | 0     | 25                  | 3          | 08:09       |
| Patrik Laine       | 0   | 0      | 0     | –3  | 0                 | 5     | 67                  | 0          | 21:55       |
| Gustav Nyquist     | 0   | 0      | 0     | –1  | 2                 | 2     | —                   | 0          | 18:12       |
| Mathieu Olivier    | 0   | 0      | 0     | 0   | 5                 | 0     | —                   | 1          | 10:41       |
| Andrew Peeke       | 0   | 0      | 0     | –3  | 0                 | 2     | —                   | 0          | 17:46       |
| Eric Robinson      | 0   | 0      | 0     | –1  | 0                 | 0     | 0                   | 0          | 13:08       |
| Cole Sillinger     | 0   | 0      | 0     | 0   | 0                 | 0     | 31                  | 1          | 13:07       |
| Jegor Tjinachov    | 0   | 0      | 0     | –2  | 0                 | 1     | —                   | 1          | 12:43       |
| Källa:             |     |        |       |     |                   |       |                     |            |             |

##### Målvakt
| Spelare          | Skott mot sig | Räddningar | Insläppta mål | Räddningsprocent | Utvisningsminuter | Tid på isen |
| ---------------- | ------------- | ---------- | ------------- | ---------------- | ----------------- | ----------- |
| Joonas Korpisalo | 45            | 40         | 5             | 0,889            | 0                 | 59:51       |
| Källa:           |               |            |               |                  |                   |             |

#### Colorado Avalanche

##### Utespelare
| Spelare          | Mål | Assist | Poäng | +/− | Utvisningsminuter | Skott | Vunna tekningar (%) | Tacklingar | Tid på isen |
| ---------------- | --- | ------ | ----- | --- | ----------------- | ----- | ------------------- | ---------- | ----------- |
| Nathan MacKinnon | 0   | 3      | 3     | +3  | 0                 | 4     | 10                  | 1          | 19:41       |
| Cale Makar       | 0   | 3      | 3     | +4  | 0                 | 4     | —                   | 1          | 21:45       |
| Martin Kaut      | 1   | 1      | 2     | +2  | 0                 | 3     | —                   | 0          | 14:11       |
| Devon Toews      | 1   | 1      | 2     | +4  | 0                 | 3     | —                   | 0          | 22:52       |
| Artturi Lehkonen | 1   | 0      | 1     | +3  | 0                 | 4     | —                   | 1          | 18:06       |
| Alex Newhook     | 1   | 0      | 1     | +1  | 0                 | 3     | 67                  | 1          | 16:30       |
| Logan O'Connor   | 1   | 0      | 1     | +1  | 0                 | 2     | —                   | 0          | 15:00       |
| Mikko Rantanen   | 0   | 1      | 1     | +2  | 0                 | 4     | 80                  | 2          | 19:29       |
| Evan Rodrigues   | 0   | 1      | 1     | +1  | 0                 | 2     | 64                  | 0          | 15:15       |
| Andrew Cogliano  | 0   | 0      | 0     | +1  | 0                 | 0     | —                   | 1          | 12:39       |
| J.T. Compher     | 0   | 0      | 0     | +1  | 0                 | 0     | 60                  | 0          | 16:46       |
| Samuel Girard    | 0   | 0      | 0     | 0   | 2                 | 1     | —                   | 0          | 23:19       |
| Dryden Hunt      | 0   | 0      | 0     | 0   | 0                 | 2     | —                   | 1          | 11:57       |
| Erik Johnson     | 0   | 0      | 0     | +1  | 0                 | 2     | —                   | 1          | 16:02       |
| Kurtis MacDermid | 0   | 0      | 0     | 0   | 5                 | 3     | —                   | 0          | 13:57       |
| Jacob MacDonald  | 0   | 0      | 0     | 0   | 0                 | 1     | —                   | 0          | 12:08       |
| Michail Maltsev  | 0   | 0      | 0     | 0   | 0                 | 3     | 60                  | 1          | 11:05       |
| Josh Manson      | 0   | 0      | 0     | +1  | 0                 | 4     | —                   | 0          | 19:29       |
| Källa:           |     |        |       |     |                   |       |                     |            |             |

##### Målvakt
| Spelare             | Skott mot sig | Räddningar | Insläppta mål | Räddningsprocent | Utvisningsminuter | Tid på isen |
| ------------------- | ------------- | ---------- | ------------- | ---------------- | ----------------- | ----------- |
| Aleksandr Georgijev | 32            | 31         | 1             | 0,969            | 0                 | 59:21       |
| Källa:              |               |            |               |                  |                   |             |